# Labská bouda

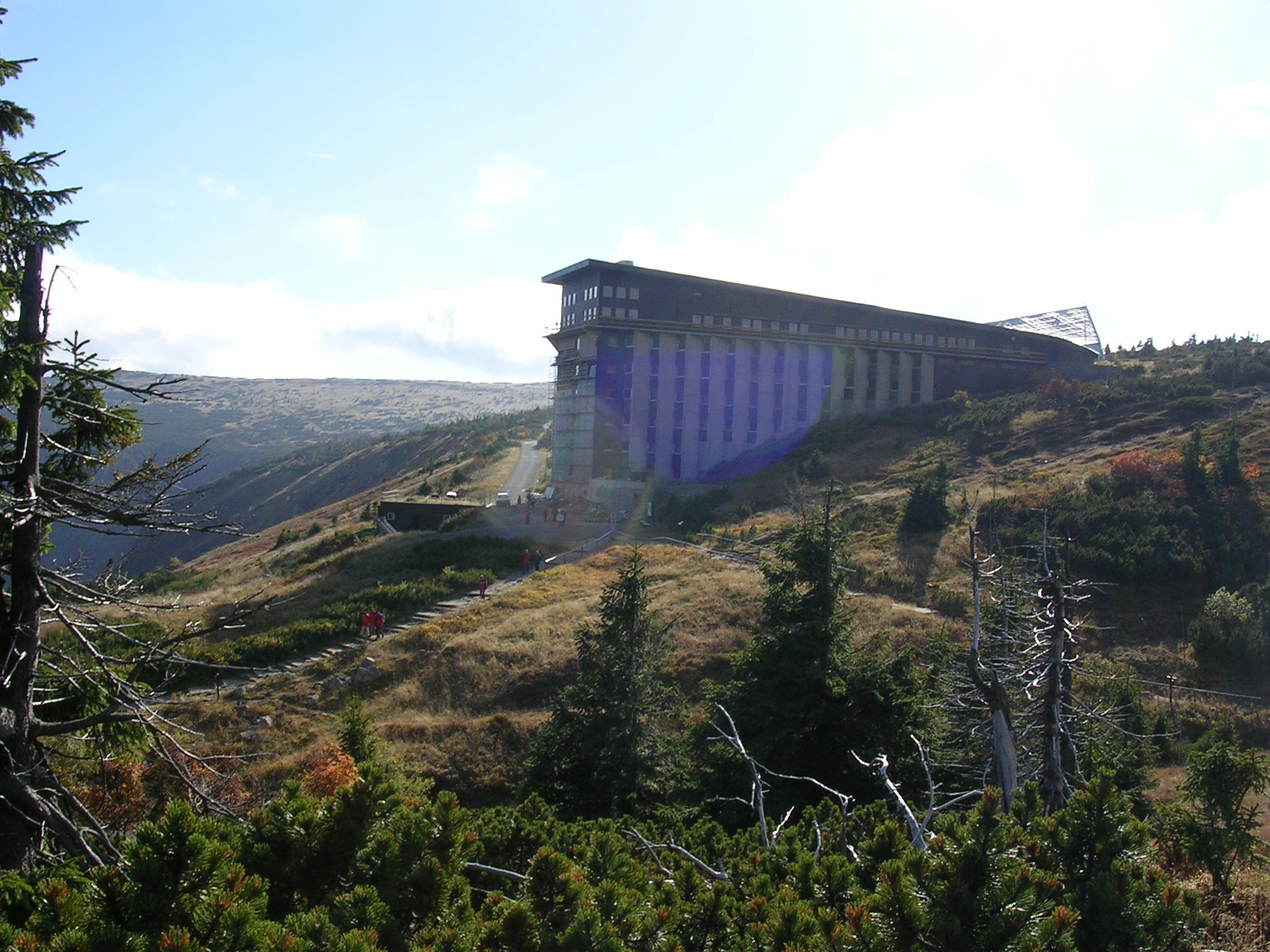
Współczesna Labská bouda

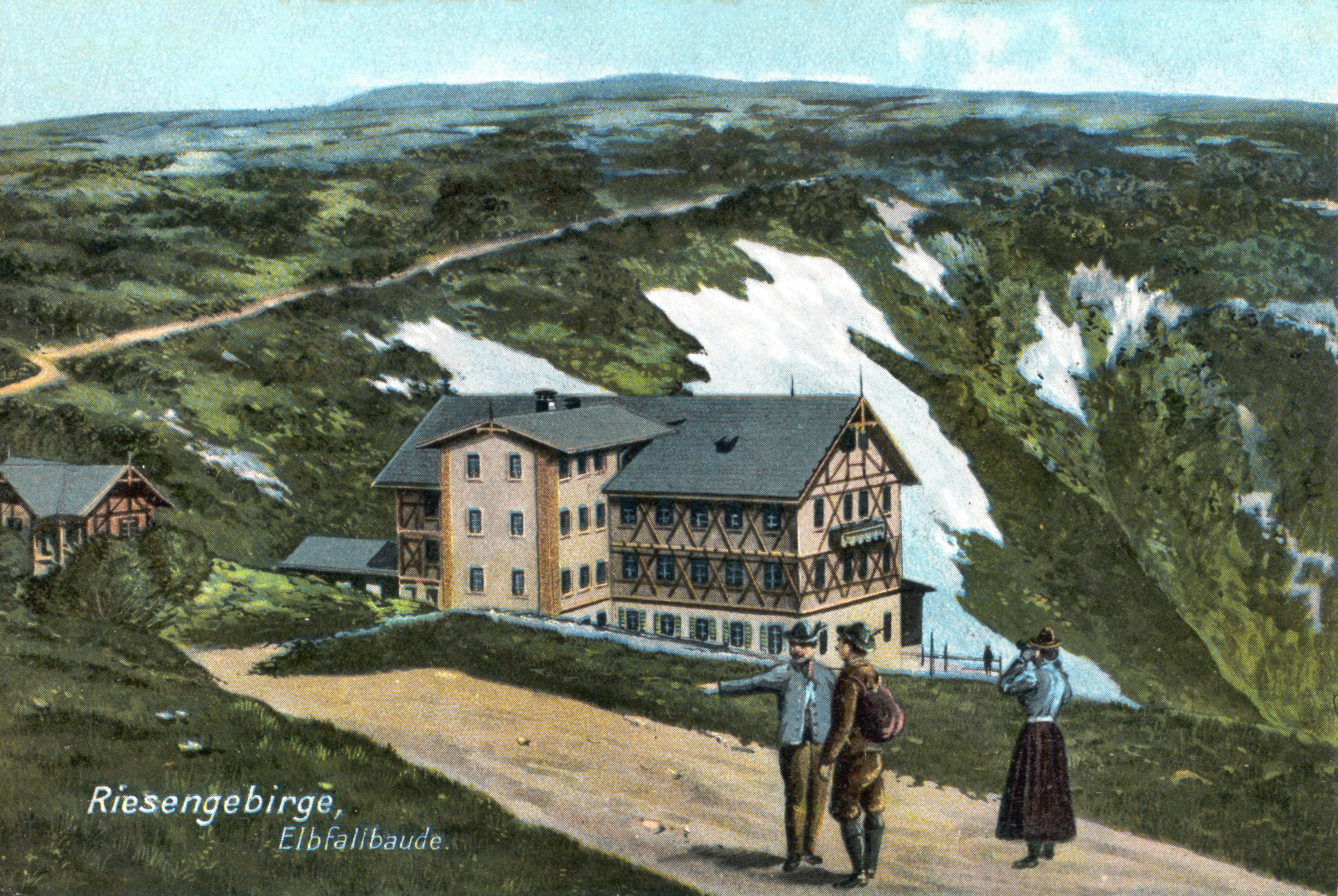
Labská bouda na przełomie XIX i XX wieku

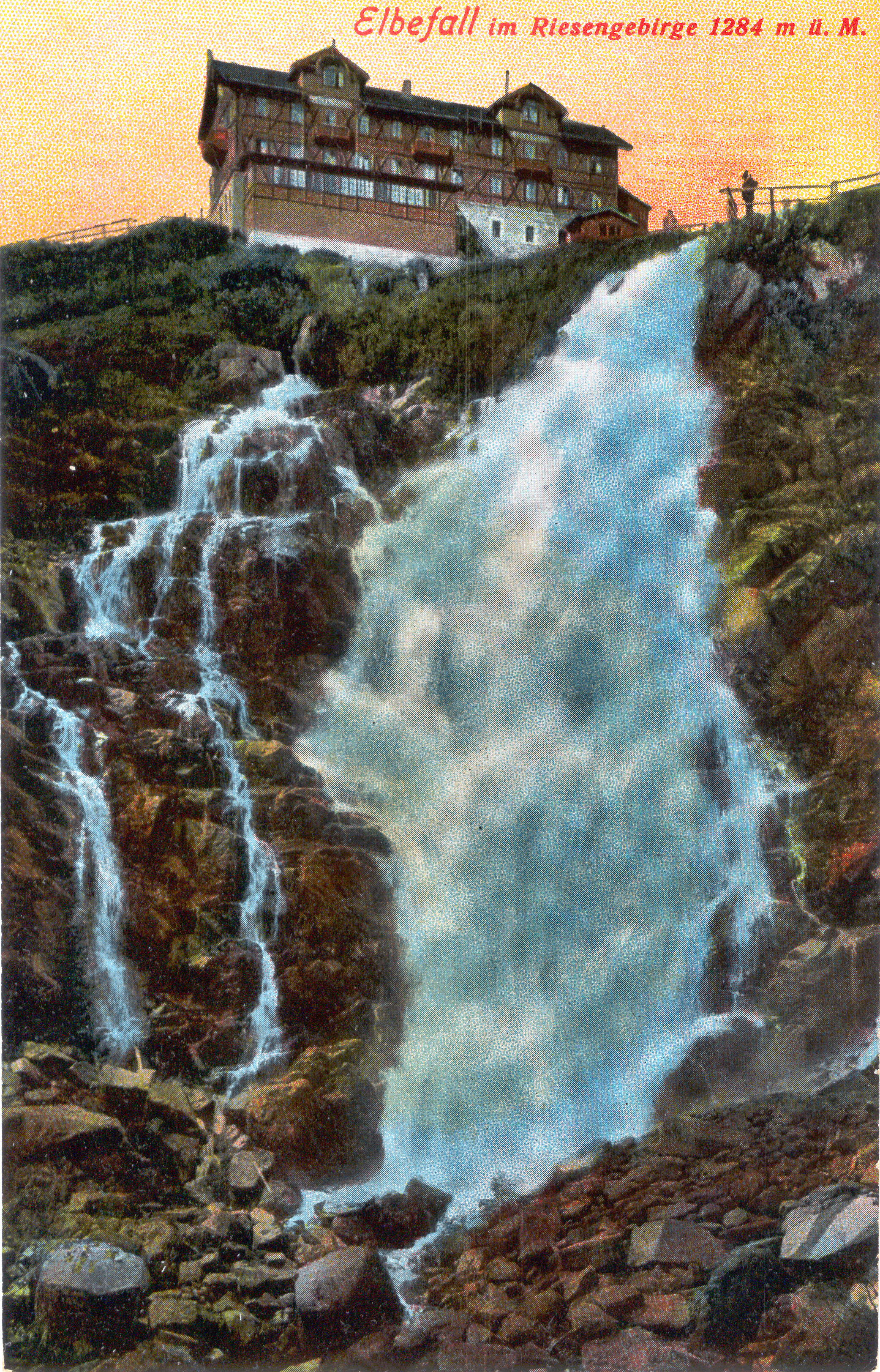

Labská bouda (niem. Elbfallbaude) – czeskie schronisko turystyczne w Karkonoszach, położone na wysokości 1340 metrów n.p.m., nad górnym obrzeżem doliny Labský důl. W odległości 1 kilometra znajdują się źródła rzeki Łaba (stąd nazwa obiektu). Leży w Karkonoskim Parku Narodowym (Krkonošský národní park).

## Historia
Początki schroniska sięgają 1830, kiedy przedsiębiorcza kobieta, niejaka die Blasse postawiła w tym miejscu niewielką budkę z kamieni i kory, w której sprzedawała kozi ser, mleko oraz gorzałkę. W późniejszych domek został przebudowany, aby mógł gościć turystów. Jego właścicielem były rodziny o nazwiskach Devátý i Šír z miejscowości Rokytnice nad Jizerou. W latach 1878–1879 stanęło wreszcie schronisko z prawdziwego zdarzenia – górską budę wybudował hrabia Jan Harrach. W następnej dekadzie zostało jeszcze rozbudowane. Hrabia wstawił się też założeniem w 1904 pierwszego rezerwatu przyrody w Karkonoszach.
Ówczesna Elbfallbaude była bardzo popularna – turyści chwalili sobie szczególnie kuchnię regionalną – szczególnie knedliki ze skwarkami i chlebem pieczonym w obiekcie.
W 1934 właścicielem został Bedřich Hloušek – miłośnik gór, który w czasie II wojny światowej został aresztowany przez Gestapo. Po II wojnie światowej znacjonalizowany obiekt przejął Josef Zapadlo. 
W 1965 schronisko spłonęło w wyniku nieostrożnego obchodzenia się z lampą naftową. Kamień węgielny pod odbudowę położono w 1969 – trwała ona do 1975; projektantem był architekt Zdeněk Řihák, a wykonawcą Konstruktiva Praha. Do 1996 obiekt był państwowy i zarządzany przez Krkonošské hotely. W tym roku w ramach prywatyzacji przejął ją prywatny właściciel i przeprowadził generalny remont. W roku 2004 została znowu otwarta dla turystów. Od 2007 właścicielem jest spółka transportowa Pumr & Ryba.
W zimie 2018/2019 i 2019/2020 obiekt był nieczynny z powodu remontu.
Schronisko posiada 120 miejsc noclegowych w 79 pokojach.

## Wyposażenie schroniska
- 2, 3 i 4 osobowe pokoje z łazienkami
- 2 restauracje
- sauna i siłownia
- sprzęt do uprawniania sportów, możliwość skorzystania z Internetu

## Szlaki prowadzące spod schroniska

"Nieme znaki" do schroniska w terenie

- do skrzyżowania szlaków Česká Budka na granicy polsko-czeskiej (biegnie tam Główny Szlak Sudecki) – 0:30 h, z powrotem 0:25 h,
- do schroniska Vrbatova bouda – 0:40 h, z powrotem 0:35 h,
- do Głównego Szlaku Sudeckiego przy dawnym schronisku „Nad Śnieżnymi Kotłami” – 0:40 h, z powrotem 0:25 h
- do schroniska Vosecká bouda – 1:20 h, z powrotem 1:30 h,
- do schroniska Martinova Bouda – 0:50 w obie strony,
- do schroniska Mumlavská bouda przez Mumlavský důl – 2:30 h, z powrotem 3:30 h,
- do miasta Špindlerův Mlýn – 1:45 h, z powrotem 2:30 h